# Čang Fu-ťing
Čang Fu-ťing (čínsky pchin-jinem Zhāng Fújìng, znaky zjednodušené 张孚敬, tradiční 張孚敬, 1475–1539) byl čínský politik v říši Ming. V počátcích vlády císaře Ťia-ťinga se postavil na jeho stranu ve velkém sporu o obřady, což mu vyneslo mimořádně úspěšnou kariéru – v letech 1527–1535 s přestávkami vykonával funkci velkého sekretáře, přičemž od roku 1529 stál v čele velkého sekretariátu.

## Jména
Čang Fu-ťing se původně jmenoval Čang Cchung (čínsky pchin-jinem Zhāng Cōng, znaky zjednodušené 张璁, tradiční 張璁) a používal zdvořilostní jméno Ping-jung (čínsky pchin-jinem Bǐngyòng, znaky 秉用). Roku 1531 požádal císaře Ťia-ťinga o své přejmenování na Čang Fu-ťinga kvůli shodě s osobním jménem císaře (které bylo Chou-cchung). Změnil si i zdvořilostní jméno na Mao-kung (čínsky pchin-jinem Màogōng, znaky 茂恭). Za literární pseudonym si vybral Luo-feng (čínsky pchin-jinem Luófēng, znaky zjednodušené 罗峰, tradiční 羅峰).

## Život

### Mládí a zkoušky
Čang Fu-ťing pocházel z rodiny registrované jako výrobci soli v okrese Jung-ťia v prefektuře Wen-čou v provincii Če-ťiang. Fakticky rodina hospodařila na statku o 30 mu (1,7 ha) půdy. Jeho otec se jmenoval Čang Šeng (1427–1509). Čang Fu-ťing byl nejmladší ze čtyř synů. Ve snaze o vzestup a úřední kariéru studoval konfucianismus, náklady na studium hradil s pomocí bohatších příbuzných. Provinční úřednické zkoušky složil 1498 jako třiadvacetiletý, ale poté v letech 1499–1517 sedmkrát neuspěl v metropolitních zkouškách, i když studoval na císařské univerzitě kuo-c’-ťien. Metropolitní a palácové zkoušky složil až roku 1521, v šestačtyřiceti letech. Po zkouškách byl přidělen jako praktikant k Velkému soudnímu dvoru.

### Spor o obřady a politický vzestup
Na jaře 1521 nastoupil na trůn nový císař Ťia-ťing. Vzápětí se rozhořel spor mezi panovníkem a úředníky v čele s velkým sekretářem Jang Tching-cheem o postavení císařových rodičů a adopci císaře, tzv. velký spor o obřady. Čang Fu-ťing 2. srpna 1521 sepsal své první stanovisko ke sporu, Otázky a odpovědi o Velkých obřadech (Ta-li chuo-wen), v němž argumentoval – jako první úředník – na podporu císařova stanoviska a proti převládajícímu mínění. Císař Čangovo stanovisko předložil Jang Tching-cheovi, který ho odmítl slovy „co může student vědět o záležitostech státu“. Cenzoři Čanga obvinili z toho, že „mate panovníka“, císař však odmítl jeho potrestání. Čang se pokusil přesvědčit Jang Tching-chea, neúspěšně, a 30. října podal další memorandum. Podařilo se mu ho předat císaři, ale Jang Tching-che zorganizoval jeho přeložení na místo tajemníka odboru na nankingském ministerstvu trestů.
Úředníci ochotní podpořit císaře proti jednotnému postoji velkých sekretářů a ministrů se objevovali jen pomalu, začátkem roku 1524 jich panovníka podpořilo už pět, vesměs působících mimo hlavní město. Císař je povolal do Pekingu, Čang Fu-ťing cestoval společně s Kuejem E, kolegou z nankingského ministerstva trestů, který aktivně oponoval většinovému mínění ve sporu o obřady. Po příjezdu do Pekingu koncem června 1524 na jejich názory reagovaly stovky úředníků bouřlivým nesouhlasem. Císař je však jmenoval kancléři akademie Chan-lin. Jmenování vyvolalo nové kolo protestů ze strany akademiků i kontrolních úředníků s tím, že nelze jmenovat do vysokých úřadů kariéristy. Čang v akademii čelil urážkám a ponižování, akademici s ním odmítali pracovat. Císař naopak prohlásil, že Čang i Kuej jsou loajální, čestní a kvalifikovaní. Na to přes sedmdesát dozorčích tajemníků a cenzorů reagovalo požadavkem popravy dotyčných za to, že obloudili panovníka. Desítky akademiků na protest rezignovaly; spory vyvrcholily v srpnu 1524 veřejnou demonstrací stovek úředníků před branou Zakázaného města. Ťia-ťing však zůstal neochvějný a účastníky protestů tvrdě potrestal.
Císař svůj se postoj snažil vysvětlit a odůvodnit, proto nechal Čang Fu-ťinga sestavit Ming-lun ta-tien (Úplnou knihu správných obřadů) v níž autoři sebrali argumenty pro panovníkovo stanovisko. Sborník byl dokončen a zveřejněn v červnu 1528.

### Velký sekretář
Čang Fu-ťing sice neměl zkušenosti s administrativou, ale byl přímý, strohý, až asketický, a erudovaný, císař Ťia-ťing si s ním proto rozuměl. Jako svého věrného stoupence ho v září 1527 jmenoval velkým sekretářem Tím se stal jedním z nejbližších důvěrníků panovníka. V nové funkci rozjel čistky bývalých stoupenců Jang Tching-chea. Prověrky postihly i akademii Chan-lin, nevyhovující část akademiků skončila v regionech, mladší členové akademie také, na jejich místa přišli úředníci bez spojení s dosavadními členy akademie. Změny se dostalo i pravidlům výběru akademiků, který byl vzat z rukou jejího vedení. Po dalším kole boje o moc ve velkém sekretariátu roku 1529 Čang Fu-ťing povýšil na prvního velkého sekretáře.
Vnitropoliticky byla Čína koncem dvacátých a počátkem 30. let 16. století celkem klidná, ani na hranicích nebyly výraznější potíže, císař se proto mohl soustředit zejména na celkovou reformu státních obřadů s cílem překonat dědictví Čeng-teho militarismu, svévole a korupce. Hesly reforem byly fu-čchü, návrat k starobylým vzorům a čung-sing, správný směr. Zdokonalení a uspořádání obřadů mělo z Číny vytvořil vzor osvětlující okolní země i celý svět, zajistit řád a pořádek v říši, a podpořit vědomí nadřazenosti vůči Nečíňanům. Čang Fu-ťing v tom císaři významně pomáhal. Roku 1531 však odmítl podpořit císařovy názory na další reformy, a panovník pak přenesl svou přízeň na nového velkého sekretáře Sia Jena. Čang však zůstal v úřadě (s přestávkami) do roku 1535, kdy rezignoval s ohledem na špatné zdraví. Po čtyřech letech, roku 1539, zemřel.